# 장형 (수나라)
장형은 수 문제 양견 휘하의 인사이자 그의 아들이자 수 양제로 즉위하는 양광의 심복이다. 604년, 양견은 양광의 검소함이 가식이었음을 깨닫고 폐황태자 양용을 다시 황태자로 책봉할 생각으로, 유술 (수나라)과 원암에게 양용을 데려오도록 지시하였다. 그러나 이를 알게된 양광은 유술과 원암을 투옥하고 장형과 모의하여 쿠데타를 일으켰는데, 장형은 양광의 뜻에 따라 양견을 시해하였다. 양용 역시 우문지급과 양소의 동생 양약에게 살해당하였다.